# Valentina Fluchaire
Valentina Fluchaire Mendoza (Manzanillo, Colima, México, 1 de julio de 1994) es una modelo y reina de belleza transexual mexicana, ganadora del concurso Miss International Queen 2020.

## Biografía
Nació en la ciudad de Manzanillo, Colima, México. Es la segunda mexicana en ganar el certamen de belleza transexual Miss International Queen.

## Concursos de belleza

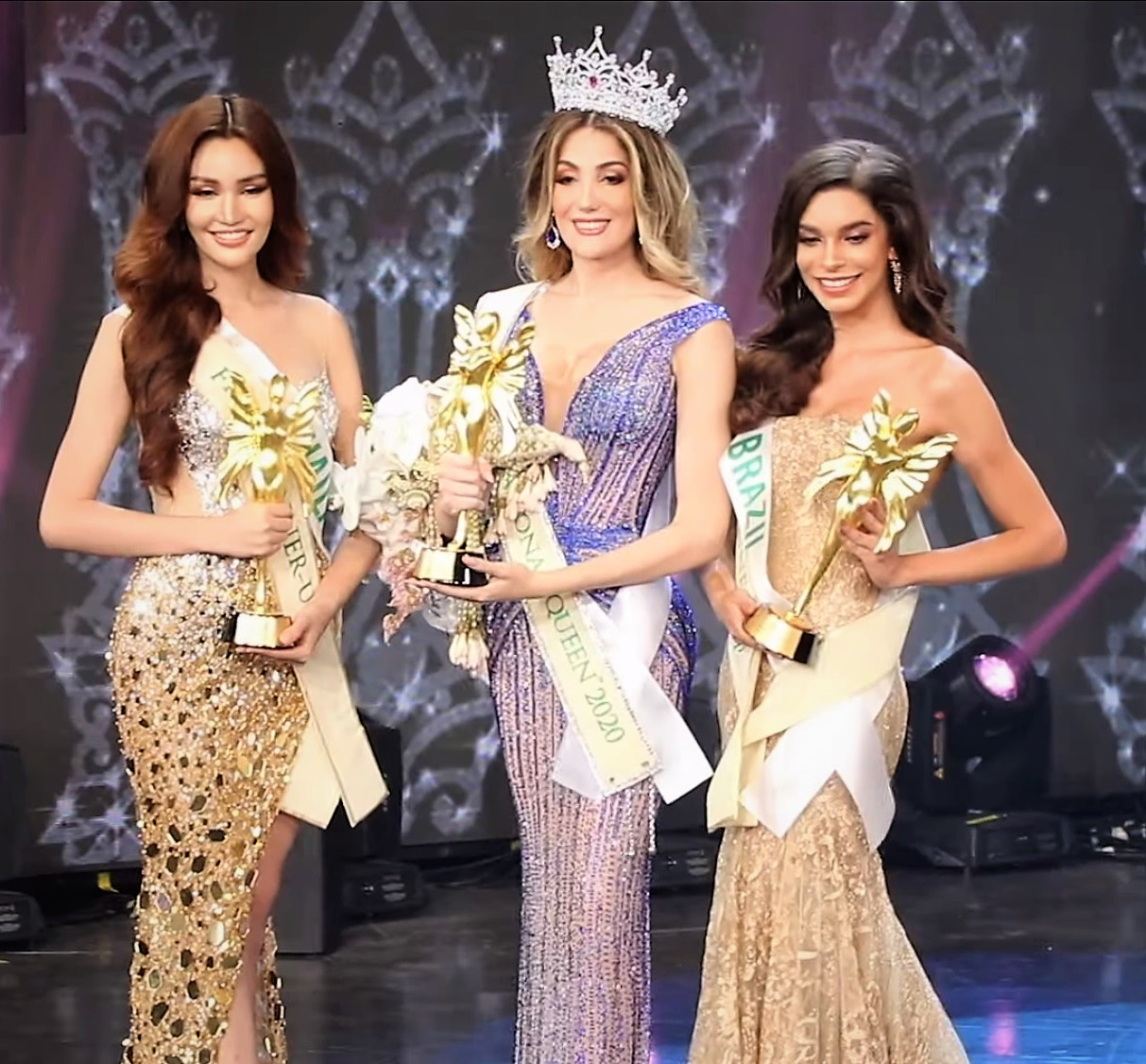
Valentina en la premiación del Miss International Queen de 2020

### Miss International Queen 2020
El 7 de marzo de 2020 se llevó a cabo la final del concurso de Miss International Queen en la ciudad de Pattaya, Tailandia. Candidatas de más de 20 países del mundo compitieron por el título. Al final del evento Valentina fue coronada como la ganadora de la noche, convirtiéndose en la segunda mexicana en ganar dicho título, después de Erika Andrews en 2006. Valentina fue coronada por su antecesora Jazell Barbie Royale Miss International Queen 2019 de Estados Unidos.

### Miss Trans Nacional México 2019
El 5 de abril de 2019 se realizó fue la 6° edición del certamen Miss Trans Nacional México 2019 la cual se llevó a cabo en la Carnicería Mty Club de la ciudad de Monterrey, Nuevo León; allí 29 candidatas de la República Mexicana compitieron por el título. Al final del evento resultó como ganadora Valentina Fluchaire de Colima.